# Opius caprifolii
Opius caprifolii är en stekelart som beskrevs av Fischer 1967. Opius caprifolii ingår i släktet Opius och familjen bracksteklar. Inga underarter finns listade i Catalogue of Life.